# Hua-Pagode des Guanghui-Tempels

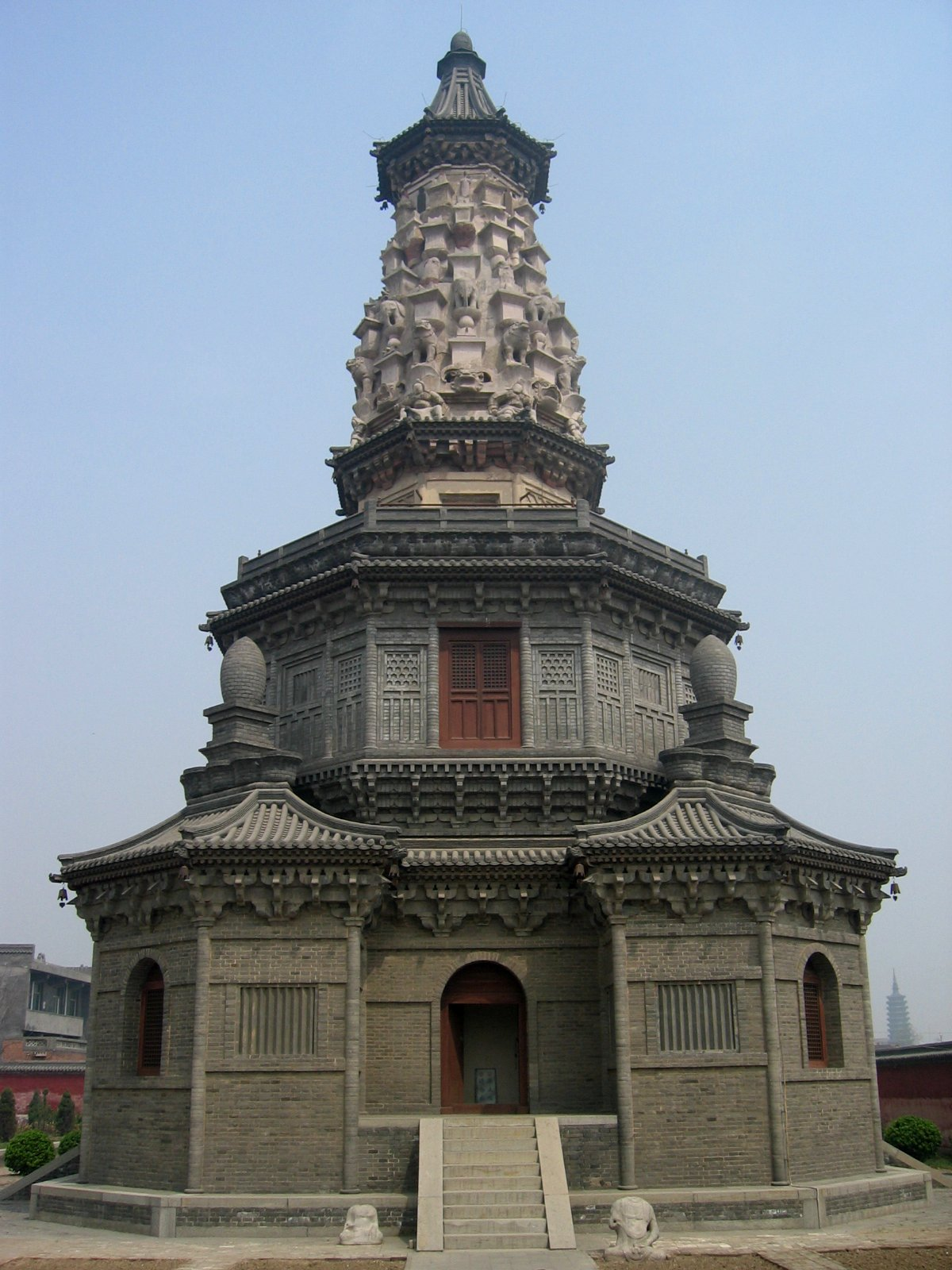

Die Hua-Pagode des Guanghui-Tempels (chinesisch 广惠寺华塔, Pinyin Guǎnghuì sì Huá tǎ) im Kreis Zhengding der chinesischen Provinz Hebei ist eine Pagode aus der Zeit der Dschurdschen-Dynastie. In ihrer Gestaltung ähnelt sie den Diamantthron-Pagoden. Sie steht seit 1961 auf der Liste der Denkmäler der Volksrepublik China (1-73).